# جواد پورمقیم
سیدجواد پورمقیم (متولد ۱۳۱۹ در اراک) اقتصاددان ایرانی و استاد بازنشسته دانشگاه الزهرا است. او دکتری اقتصاد را در دانشگاه ایالتی آیووا گذرانده‌است.

## آثار
- اقتصاد مدیریت، اون داگلاس، سیدجواد پورمقیم (مترجم)، ناشر: نی
- اقتصاد بخش عمومی، سیدجواد پورمقیم، ناشر: نی
- اقتصاد بین‌الملل (۱) تجارت بین‌الملل، سید جواد پورمقیم، ناشر: سمت - ۱۳۸۲
- اقتصاد بین‌الملل (۲) (مالیه بین‌الملل)، سیدجواد پورمقیم، ناشر: سازمان مطالعه و تدوین کتب علوم انسانی دانشگاه‌ها (سمت)
- تجارت بین‌الملل: نظریه‌ها و سیاستهای بازرگانی، سیدجواد پورمقیم، ناشر: نی
- رویکردی جدید به اقتصاد خرد میانه، هال واریان، سیدجواد پورمقیم (مترجم)، ناشر: نی - ۱۳۹۳